# Ryan Scott
Ryan Scott, OAM (nascido em 3 de março de 1982) é um atleta paralímpico australiano que compete na modalidade rugby em cadeira de rodas. Conquistou a medalha de ouro nos Jogos Paralímpicos de Verão de 2016 no Rio de Janeiro, após derrotar a equipe norte-americana de rugby em cadeira de rodas por 59 a 58 na final, realizada na Arena Carioca 1. Também foi medalhista de ouro nos Jogos Paralímpicos de Londres 2012 e prata em Pequim 2008. No mundial da mesma modalidade em 2010 e 2014, obteve prata e ouro, respectivamente.